# رومن گالابوف
رومن گالابوف (بلغاری: Румен Ангелов Гълъбов؛ زادهٔ ۲۹ ژوئیهٔ ۱۹۷۸) بازیکن فوتبال اهل بلغارستان است.
از باشگاه‌هایی که در آن بازی کرده است می‌توان به باشگاه فوتبال والتا اشاره کرد.